# Bryum australe
Bryum australe är en bladmossart som beskrevs av Georg Ernst Ludwig Hampe 1844. Bryum australe ingår i släktet bryummossor, och familjen Bryaceae. Inga underarter finns listade i Catalogue of Life.